# بایانبولاگ
بایانبولاگ (به لاتین: Bayanbulag) یک منطقهٔ مسکونی در مغولستان است که در استان بایان‌خونگور واقع شده‌است.